# بهيواني
بهيواني رمزها «BH» (بالإنجليزية: Bhiwani)‏ ، هو تقسيم إداري لدولة الهند تتبع ولاية هاريانا (بالإنجليزية: Haryana)‏ ، مركزها هو مدينة بهيواني (بالإنجليزية: Bhiwani)‏ عدد سكانها حسب تعداد سنة 2001 هو 1,424,554 ، مساحتها 5,140 كم² وكثافة السكان 277 لكل كم² .

## أعلام
- دينيش كومار
- بريم تشاند غوبتا
- أنيل سينغ